# Blue Dragon
Blue Dragon (jap. ブルードラゴン Burū Doragon) – gra komputerowa z gatunku jRPG wydana na konsolę Xbox 360, wyprodukowana przez firmę Microsoft Game Studios. Została wydana w Japonii 7 grudnia 2006 roku, w Europie 24 sierpnia 2007 roku, a cztery dni później (28 sierpnia) odbyła się premiera w Ameryce Północnej. 
Blue Dragon jest opowieścią o pięciu przyjaciołach: Shu, Jiro, Kluke, Zola i Marumaro. Podróżują oni przez świat, aby pokonać zło Wielkiego Królestwa. Gra zainspirowała twórców anime i mangi.